# Leandra Gamine
Leandra Gamine (* 4. September 1994 in Berlin) ist eine deutsche Popsängerin und Jazzsängerin, die in englischer Sprache singt.

## Biografie
Gamine wuchs mit zwei älteren Schwestern in ihrer Geburtsstadt Berlin in einer musikalischen Familie auf. Mit drei Jahren begann sie zu singen und mit fünf startete sie erste Versuche am Klavier. Mit elf nahm sie erste Stunden am Saxophon. Die ersten Gesangsauftritte absolvierte sie bereits in der Grundschulzeit. 2007 begann sie mit ersten Gesangsstunden im Bereich Jazz. Aufgrund Gamines jungem Alter (zu dem Zeitpunkt 12 Jahre) lehnte die Gesangslehrerin sie zunächst ab. Doch nach einer Gesangsprobe nahm sie Leandra unter der Bedingung an, dass die einstudierten Lieder gleich bei Auftritten aufgeführt würden. Es folgten Auftritte u. a. im Berliner B-flat. Im Februar/März 2008 trat die Sängerin beim Wettbewerb Jugend musiziert in der neuen Sparte Pop/Gesang an und gewann den Regional- und Landeswettbewerb Berlin und wäre zum Bundeswettbewerb entsandt worden, doch in dieser Sparte existiert er bisher nicht.

## Musikalische Karriere
Durch diesen Wettbewerbssieg wurde sie von dem Produzenten und ehemaligen E-Nomine-Gründer Fritz Graner entdeckt, der für sie anschließend den Titel Tango schrieb. Die Aufnahmen erfolgten in den AWOMM Studios Berlin. Tango ist die Debütsingle der Künstlerin und erschien am 22. Mai 2009. Das Debütalbum Romance ist im Plattenlabel AWOMM Records am 12. Februar 2010 erschienen. Den Song Tango nahm Gamine zusätzlich in einer Tango-Argentino-Version auf. Begleitet wurde sie von Luis Stazo und seiner Berliner Gruppe Quinteto Ángel. Das Album wurde von Ronald Prent gemischt (Rammstein, Grönemeyer) und von Darcy Proper in den belgischen Galaxy Studios gemastert. Victor Davies (Ace of Base) und Chris Zippel (Pet Shop Boys, Robbie Williams) steuerten zur Single Tango eigene Remixe bei.

## Öffentliches Engagement
Gamine ist seit November 2008 Botschafterin des Welt-Aids-Tages. Darüber hinaus ist sie Botschafterin der Berliner Aids-Hilfe. Anlässlich des 20. Jubiläums des Mauerfalls 1989 spielte die Gamine die Hymne 1989 – The Wall ein. Am 9. Juni präsentierte sie den neuen Song auf einer Pressekonferenz im Berliner Hotel Adlon. Der Song wurde in Kooperation mit der Benefiz-Aktion Mauerkleider des Berliner Mode-Designers Daniel Rodan vorgestellt. 

## Privates
Gamine lebt in Berlin und schloss 2012 ihr Abitur ab.

## Diskografie
- Tango   (Single, VÖ 22. Mai 2009)
- Romance (Album, VÖ 12. Februar 2010)